# موريس دي مارسان
موريس دي مارسان (بالفرنسية: Maurice de Marsan)‏ (6 سبتمبر 1871، بوردو في فرنسا - 29 أبريل 1929، باريس في فرنسا)؛ شاعر، كاتب سيناريو، مخرج أفلام وروائي فرنسي.

## روابط خارجية
- موريس دي مارسان على موقع IMDb (الإنجليزية)
- موريس دي مارسان على موقع ميوزك برينز (الإنجليزية)